# Laxfiskar
Laxfiskar (Salmonidae) är en familj strålfeniga fiskar, den enda i ordningen laxartade fiskar (Salmoniformes). Familjen består av 10 släkten med minst 200 arter indelade i 3 underfamiljer.
Familjens medlemmar har sitt ursprungliga levnadsområde i tempererade regioner på norra jordklotet. Några arter introducerades tempererade områden på södra jordklotet. Många arter lever en längre tid i havet och uppsöker floder eller andra sötvattenansamlingar för att fortplanta sig. Familjens största arter når en längd av cirka 1,5 meter eller sällan upp till 2 meter. Taxonomin för vissa tillhörande fiskar är inte helt utredd.
Typisk för arterna är en fettfena bakom ryggfenan. Skäggtöm saknas. Fortplantningen sker främst under vintern. Endast hos släktet Thymallus sker parningen under våren.

## Släkten (och arter i urval)
Underfamilj Coregoninae
- Sikar (Coregonus)  Lacépède, 1803. 70 arter
  - siklöja (Coregonus albula)  (Linné, 1758) 
  - sik (Coregonus lavaretus)  (Linné, 1758) 
  - älvsik (Coregonus maraena)  (Bloch, 1779) 
  - storsik (Coregonus maxillaris)  Günther, 1866 
  - blåsik (Coregonus megalops)  Widegren, 1863 
  - planktonsik (Coregonus nilssoni)  Valenciennes, 1848 
  - näbbsik (Coregonus oxyrinchus)  (Linné, 1758) 
  - aspsik (Coregonus pallasii)  Valenciennes, 1848 
  - storskallesik (Coregonus peled)  (Gmelin, 1789) 
  - vårsiklöja (Coregonus trybomi)  Svärdson, 1979 
  - sandsik (Coregonus widegreni)  Malmgren, 1863

- Prosopium  Jordan, 1878.  6 arter

- Stenodus  Richardson, 1836.  1 art

Underfamilj Salmoninae
- Brachymystax  Günther, 1866.  3 arter

- Hucho  Günther, 1866.  5 arter
  - donaulax (Hucho hucho)  (Linné, 1758)

- Stillahavslaxar (Oncorhynchus)  Suckley, 1861.  17 arter
  - regnbåge (Oncorhyncus mykiss)  (Walbaum, 1792)

- Laxar och öringar (Salmo)  Linné, 1758.  34 arter
  - lax (Salmo salar)  Linné, 1758 
  - öring (Salmo trutta)  Linné, 1758

- Rödingar (Salvelinus)  Richardson, 1836.  54 arter
  - fjällröding (Salvelinus alpinus)  (Linné, 1758) 
  - bäckröding (Salvelinus fontinalis)  (Mitchill, 1814) 
  - kanadaröding (Salvelinus namaycush)  (Walbaum, 1792)

- Salvethymus  Chereshnev & Skopets, 1990.  1 art

Underfamilj Thymallinae
- Harrar (Thymallus)  Linck, 1790.  13 arter
  - harr (Thymallus thymallus)  (Linné, 1758)